# Romsdal
Romsdal ([ˈrʊ̀msdɑːl]) es un distrito tradicional de Noruega, situado en la provincia de Møre og Romsdal, entre los distritos de Nordmøre y Sunnmøre. En la Edad Media Romsdal fue un reino independiente.
Romsdal comprende ocho municipios: Aukra, Fræna, Midsund, Molde, Nesset, Rauma, Sandøy y Vestnes.